# 长梗刚毛五加
长梗刚毛五加（学名：Eleutherococcus simonii var. longipedicellatus）为五加科五加属刚毛五加的变种。分布于中国大陆的贵州等地，一般生于森林下，目前尚未由人工引种栽培。